# Splendor (Spiel)
Splendor ist ein Kartenspiel für zwei bis vier Spieler von Marc André (Autor) und Pascal Quidault (Illustration) und erschien 2014 bei Space Cowboys. Splendor kommt aus dem Lateinischen und bedeutet dort wie im Englischen Herrlichkeit, Glanz, Pracht aber auch Ruhm.

## Spielprinzip
Die Spieler sind Kaufleute einer Händlergilde zur Zeit der Renaissance und versuchen ein Handelsimperium aufzubauen. Dazu kaufen sie Edelsteinminen und Schiffe oder heuern Kunsthandwerker an. Dadurch erhält man weitere Edelsteine, Boni oder Prestige. Es gewinnt am Ende der Spieler, der das meiste Prestige erwerben konnte.

## Auszeichnungen
Splendor wurde mit zahlreichen nationalen und internationalen Spielepreise ausgezeichnet. Nachfolgend findet sich eine Auflistung der Preise:
| Jahr | Auszeichnung                                        | Ergebnis  | Anmerkung                |
| ---- | --------------------------------------------------- | --------- | ------------------------ |
| 2015 | Niederländischer Spielepreis                        | Gewonnen  |                          |
| 2014 | Spiel des Jahres                                    | Nominiert | Platz 3                  |
| 2014 | Deutscher Spiele Preis                              | Nominiert | Platz 10                 |
| 2014 | Meeples’ Choice Award                               | Nominiert | Platz 3                  |
| 2014 | Les Trois Lys – Lys Grand Public                    | Nominiert | Kanadischer Spielepreis  |
| 2014 | Golden Geek: Board Game of the Year                 | Gewonnen  |                          |
| 2014 | Golden Geek: Best Family Board Game                 | Gewonnen  |                          |
| 2014 | Golden Geek: Best Board Game Artwork & Presentation | Nominiert |                          |
| 2015 | Hungarian Board Game Award                          | Nominiert |                          |
| 2015 | As d’Or - Jeu de l'Année                            | Nominiert |                          |
| 2014 | Tric Trac d'Argent                                  | Gewonnen  |                          |
| 2015 | Origins Awards Best Card Game                       | Nominiert |                          |
| 2016 | MinD-Spielepreis                                    | Gewonnen  | Kategorie „kurze Spiele“ |